# Armidale Region
Koordinaten: 30° 29′ S, 151° 40′ O

Die Armidale Region ist ein lokales Verwaltungsgebiet (LGA) im australischen Bundesstaat New South Wales. Das Gebiet ist 7.818 km² groß und hat etwa 29.000 Einwohner.
Die Armidale Region liegt im Nordosten des Staats am New England Highway etwa 510 km nördlich von Sydney und 460 km südlich von Brisbane. Das Gebiet umfasst 45 Ortsteile und Ortschaften (Suburbs): Aberfoyle, Armidale, Backwater, Bald Blair, Baldersleigh, Black Mountain, Brockley, Brushy Creek, Carrai, Castle Doyle, Donald Creek, Duval, Ebor, Enmore, Falconer, Green Hills, Guyra, South Guyra, Hillgrove, Jeogla, Llangothlin, Lower Creek, Lyndhurst, Metz, Oban, Puddledock, Tenterden, Thalgarrah, Tilbuster, Tubbamurra, Wards Mistake, Wollomombi, Wongwibinda sowie Teile von Ben Lomond, Boorolong, Briarbrook, Dangarsleigh, Dumaresq, Hernani, Kellys Plains, Kookabookra, New Valley, The Gulf, Tingha und Wandsworth. Der Sitz des City Councils befindet sich in Armidale im Südwesten der LGA.
Etwa 24.000 Einwohner der LGA leben im Stadtgebiet um Armidale. Die Stadt hat zwei Kirchen und ist Sitz der University of New England. Neben Tamworth ist sie eines der beiden Zentren der Region New England. Zweitgrößte Ortschaft ist Guyra etwa 40 km weiter nördlich mit etwa 2000 Einwohnern. Armidale liegt westlich mehrerer Nationalparks, darunter der New-England-Nationalpark und der Guy-Fawkes-River-Nationalpark.
Die LGA Armidale Region entstand 2016 im Rahmen einer größeren Verwaltungsreform aus dem Zusammenschluss des Armidale Dumaresq Councils und des Guyra Shires.

## Verwaltung
Der Armidale Regional Council hat elf Mitglieder, die von den Bewohnern der LGA gewählt werden. Armidale ist nicht in Bezirke untergliedert. Aus dem Kreis der Councillor rekrutiert sich auch der Mayor (Bürgermeister) des Councils.